# باكولا
باكولا مشتقة من باكستان وكولا هو مشروب غازي من باكستان، يصنع في باكستان ويصدر لدول العالم. بدأ إنتاج المشروب عام 1950.